# Вічне світло (роман)
«Вічне світло» (лат. Lux perpetua)  — роман польського письменника Анджея Сапковського у жанрі історичного фентезі, що вперше вийшов 2006 року у польському видавництві SuperNOWA. Є третьою частиною трилогії Гуситської.
В Україні вийшов 2007 року у київських видавництвах Зелений пес та Гамазин.

## Анотація до книги

### Україна
Рейневан, головний герой книг «Вежа блазнів» і «Божі воїни», далі має клопоти: весь час хтось або чигає на його життя, або робить пропозиції, від яких неможливо відмовитися. Його переслідують прозаїчні агенти розвідки та нечиста сила, яка зовсім не приховує свого диявольського походження. Але ж Рейневан живе в жорстокі і небезпечні часи. У Шльонську і в Чехії, коли через ці землі прокочувалися хрестові походи та гуситські каральні експедиції. Коли не знали слова «милосердя» і з іменем Бога на устах вирізали тисячі невинних. Рейнмар вірить у релігійне оновлення, стає на боці прихильників Гуса, навіть коли ті вчиняють неймовірні злочини. Він, медик і травник, ідеаліст і безкорисливий захисник хворих і стражденних, повинен перевтілитися в роль гуситського шпигуна, диверсанта, вбивці та безжального месника. Розриваючись між обов'язком і покликом серця, він йде ва-банк, аби лише вирвати кохану з рук ворогів.

## Переклад українською
- Анджей Сапковський. Вічне світло (Lux Perpetua). (Книга 3). Переклад з пол.: Андрій Поритко. — Київ: Зелений Пес / Гамазин, 2007. — 632 с. — ISBN 978-966-2938-55-5 (Книжкова серія «Іноземний легіон»). З трилогії «Сага про Рейневана»
- Анджей Сапковський. Вічне світло (Lux Perpetua). (Книга 3). Переклад з пол.: Андрій Поритко. — Харків: Книжковий клуб «Клуб сімейного дозвілля», 2019. — 624 с. — 7000 прим. — ISBN 978-617-12-6580-6